# Campionati europei di pattinaggio di velocità 2024 - 5000 m maschile
L'evento dei 5000m maschile dei Campionati europei di pattinaggio di velocità 2024 si è svolto il 6 gennaio 2024 alla Thialf di Heerenveen, nei Paesi Bassi.

## Risultati
| Pos | Pair | Corsia | Atleta                  | NOC         | Tempo   | Diff   |
| --- | ---- | ------ | ----------------------- | ----------- | ------- | ------ |
| 1   | 7    | i      | Patrick Roest           | Paesi Bassi | 6:05.93 |        |
| 2   | 7    | o      | Davide Ghiotto          | Italia      | 6:08.27 | +2.34  |
| 3   | 5    | i      | Sander Eitrem           | Norvegia    | 6:09.28 | +3.35  |
| 4   | 3    | i      | Chris Huizinga          | Paesi Bassi | 6:13.59 | +7.66  |
| 5   | 6    | i      | Bart Swings             | Belgio      | 6:16.25 | +10.32 |
| 6   | 8    | i      | Sverre Lunde Pedersen   | Norvegia    | 6:16.37 | +10.44 |
| 7   | 6    | o      | Timothy Loubineaud      | Francia     | 6:16.61 | +10.68 |
| 8   | 5    | o      | Marcel Bosker           | Paesi Bassi | 6:18.75 | +12.82 |
| 9   | 1    | o      | Kristian Gamme Ulekleiv | Norvegia    | 6:20.72 | +14.79 |
| 10  | 8    | o      | Michele Malfatti        | Italia      | 6:22.30 | +16.37 |
| 11  | 2    | i      | Riccardo Lorello        | Italia      | 6:24.49 | +18.56 |
| 12  | 4    | i      | Fridtjof Petzold        | Germania    | 6:24.54 | +18.61 |
| 13  | 4    | o      | Livio Wenger            | Svizzera    | 6:25.55 | +19.62 |
| 14  | 2    | o      | Gabriel Groß            | Germania    | 6:29.37 | +23.44 |
| 15  | 1    | i      | Szymon Palka            | Polonia     | 6:37.60 | +31.67 |
| 16  | 3    | o      | Paul Galczinsky         | Germania    | 6:37.79 | +31.86 |